# Kelut
Kelut o Kelud (Gunung Kelud) es un volcán localizado en la isla de Java en Indonesia. Como muchos volcanes indonesios y otros situados en el Cinturón de Fuego del Pacífico, el Kelut es conocido por las grandes erupciones explosivas que se han producido a lo largo de su historia. Desde el año 1000 se han contabilizado más de treinta erupciones.
El 19 de mayo de 1919, una erupción mató a más de cinco mil personas,la mayoría debido a los flujos de lodo (también conocidos como "lahar"). Las erupciones más recientes de los años 1951, 1966 y 1990 han acabado con la vida de más de 250 personas.
Una fuerte erupción explosiva originada a inicios de febrero de 1990 produjo una larga columna de tefra y flujos piroclásticos de más de siete kilómetros de largo. Murieron algo más de treinta personas. 
En el año 2007 se registró actividad en el volcán Kelut.
Asimismo, en febrero del 2014 hubo otra erupción.